# Калюжный, Вячеслав Викторович
Вячеслав Викторович Калюжный (род. 19 февраля 1969, Ростов-на-Дону) — режиссёр, солист театра.

## Биография
Вячеслав Калюжный в 1996 году стал выпускником вокального отделения Ростовской государственной консерватории имени С. В. Рахманинова, окончил класс оперного пения А.Беляева.
В 1997 году стал солистом театра «Санктъ-Петербургъ Опера». В 2003 году стал солистом Михайловского театра. На сцене этих двух театров он исполнил роли в «Севильском цирюльнике» Дж. Россини (Бартоло), Морозуса в «Молчаливой жене» Р. Штрауса, маркиза д’Обиньи в «Травиате» Дж. Верди, играл в «Прекрасной Елене» Ж. Оффенбаха, «Тайном браке» Д. Чимарозы, «Чио-Чио-сан» Дж. Пуччини, Риголетто (Монтероне), Тюремщика в «Флории Тоске».
В 2010 году стал выпускником отделения оперной режиссуры Санкт-Петербургской государственной консерватории имени Н. А. Римского-Корсакова, учился в классе Вадима Милькова. Для Вячеслава Калюжного дипломным спектаклем была постановка оперы П. И. Чайковского «Иоланта».
Режиссер Михайловского театра. Работал в качестве ассистента-режиссера при постановке оперных спектаклей «Паяцы», Р. Леонкавалло, «Сельская честь» П. Масканьи, «Бал-маскарад» Дж. Верди (постановка Андрейса Жагарса), «Иудейка» Ж.-Ф. Галеви,), «Евгений Онегин» (постановка Андрия Жолдака), «Русалка» А. Дворжака (постановка Игоря Коняева), «Богема» Дж. Пуччини (постановка Арно Бернара), «Летучий голландец» Р. Вагнера и «Евгений Онегин» (постановки Василия Бархатова), «Билли Бадд» Б. Бриттена (постановка Вилли Декера), «Царская невеста» Н. А. Римского-Корсакова (постановка Андрея Могучего), «Трубадур» Дж. Верди (постановка Дмитрия Чернякова).